# Лоули, Киан
Ки́ан Ро́берт Ло́ули (англ. Kian Robert Lawley; 2 сентября 1995, Су-Сити, Айова, США) — американский видеоблогер и актёр. Ведет канал на ютюбе совместно со своим другом и актёром Джейси Кейленом. Они вместе играют главные роли в сериале H8TERS, который был выпущен в апреле 2017 года.

## Биография
Лоули родился 2 сентября 1995 года в городе Су-Сити, штат Айова. В раннем возрасте его семья переехала в Сан-Клементе, где он и вырос. У него есть два брата: Коул Лоули, Рео Лоули; и две сестры: Изабелла Лоули и Табата Лоули .

## Карьера

### YouTube
Киан завёл свой первый канал superkian13 в 2010 году. В 2011 году он завёл совместный канал со своим другом Сэмом Потторфом, который назывался kiansam13.
Он был частью канала Our2ndLife (более известный как O2L), совместно с ютуберами Джейси Кейленом, Рики Диллоном, Тревором Мораном, Коннором Франта и Сэмом Потторфом. Канал распался в декабре 2014 года, а в январе 2015 года он вместе Кейленом завели совместный канал.

### Карьера актёра
Летом 2015 года Киан снялся в главной роли в фильме «Избранная», премьера которого состоялась на съезде VidCon. В том же году он получил награду Teen Choice Awards в категории «Choice — Ютубер».
В 2016 году он снялся в фильме «Друзья до гроба» совместно с Беллой Торн. Премьера состоялась на South by Southwest в марте 2016 года. В том же году он появился в фильме Тайлера Перри «Хэллоуин Мэдеи», где снялся вместе с Кейленом.
В январе 2017 года он объявил о выходе новом шоу H8TERS, в котором он снимается вместе с Джейси. В том же году он сыграл Роба Кокрана в фильме «Матрица времени», совместно с Зои Дойч, Хелстон Сейдж и Логаном Миллером. За эту роль он выиграл премию Teen Choice Awards в категории «Choice Movie: Драматический актёр». В том же году он был выбран на роль Зака в веб-сериале «Зак и Мия» совместно с Энн Уинтерс, который ооснован на одноимённом романе А. Дж. Беттс.
В сентябре 2017 года начал сниматься в фильме «Чужая ненависть» в роли Криса, который основан на одноимённом романе Энджи Томас. 5 февраля 2018 года было объявлено, что Лоули был отстранён от съёмок в фильме из-за всплывшего видео, в котором он использует расово оскорбительные выражения, в результате чего его роль будет переделана, а сцены будут пересняты.
В 2018 году был номинирован на Дневную премию «Эмми».

## Личная жизнь
В 2013 году он начал встречаться с Эндрией Рассетт, но в середине 2014 они расстались. В 2017 году несколько месяцев встречался с моделью Мередит Микельсон. C 2019 года по настоящее время встречается с Айлой Вудрафф. У девушки есть свой YouTube канал, где она транслирует свою жизнь в формате влогов. По состоянию на ноябрь 2023 года среднее количество просмотров на YouTube-канале девушки в месяц составляет 264 тысячи.
11 октября 2023 года у пары родился сын, Кост Кори Лоули-Вудрафф.

## Фильмография
| Фильмы и телесериалы | Фильмы и телесериалы | Фильмы и телесериалы   | Фильмы и телесериалы       | Фильмы и телесериалы   |
| Год                  | Название             | Оригинальное название  | Роль                       | Примечания             |
| -------------------- | -------------------- | ---------------------- | -------------------------- | ---------------------- |
| 2015                 | Избранная            | The Chosen             | Кэмерон                    |                        |
| 2016                 | Друзья до гроба      | Shovel Buddies         | Дэн                        |                        |
| 2016                 | Хэллоуин Мэдеи       | Boo! A Madea Halloween | бобовый парень             |                        |
| 2016                 |                      | The YouTube Killer     | Киан                       | короткометражный фильм |
| 2017                 | Матрица времени      | Before I Fall          | Роб Кокран                 |                        |
| 2017                 |                      | H8TERS                 | играет самого себя / Фрэнк | 8 эпизодов             |
| 2017                 |                      | Guilty Party           | Джейк                      | 6 эпизодов             |
| 2017                 | Зак и Мия            | Zac and Mia            | Зак                        | телесериал             |
| 2018                 |                      | Monster Party          | Эллиот Доусон              |                        |

## Награды и номинации
| Награды и номинации | Награды и номинации | Награды и номинации               | Награды и номинации | Награды и номинации |
| Награда             | Год                 | Категория                         | Результат           | Прим.               |
| ------------------- | ------------------- | --------------------------------- | ------------------- | ------------------- |
| Teen Choice Awards  | 2014                | Выбор веб-звезды: Комедия         | Победа              | [ комм 1 ] [ 26 ]   |
| Teen Choice Awards  | 2015                | Выбор ютубера                     | Победа              | [ 5 ]               |
| Teen Choice Awards  | 2016                | Выбор ютубера                     | Номинация           | [ 27 ]              |
| Streamy Awards      | 2016                | Артист года                       | Номинация           | [ 28 ]              |
| Teen Choice Awards  | 2017                | Choice Movie: Драматический актёр | Победа              | [ 14 ]              |